# Deputazione provinciale
La deputazione provinciale era l'organo esecutivo delle province italiane durante il periodo monarchico. Era largamente corrispondente a quella che nell'ordinamento repubblicano italiano è la giunta provinciale.

## Storia
Le deputazioni furono istituite dal decreto Rattazzi ed entrarono in funzione nel 1860, dopo le prime elezioni provinciali. Esse erano composte da un numero fra i quattro e gli otto consiglieri provinciali a seconda del numero di abitanti ed erano presiedute dal prefetto. Fu solo la legge 30 dicembre 1888 nº5865 voluta dal Governo Crispi I a democratizzare l'ente, permettendo dal 1889 la scelta di un presidente della deputazione in luogo del prefetto, sebbene la funzione di controllo sui comuni fu scorporata e affidata ad una giunta provinciale amministrativa.
L'ascesa del fascismo comportò dapprima le forzate dimissioni di molte deputazioni, con la loro conseguente sostituzione temporanea con commissioni reali straordinarie di cinque membri nominati dal prefetto, e quindi addirittura la soppressione delle deputazioni tramite legge 27 dicembre 1928, nº2962.
Le deputazioni vennero poi ripristinate con la caduta del regime tramite R.D.L. 4 aprile 1944, nº11, dovendosi tuttavia procedere a nomina d'autorità prefettizia e su indicazione del CLN causa lo stato di guerra. Tale stallo provvisorio si protrasse poi lungamente fino al 1951, quando venne restaurata la democrazia provinciale, e le deputazioni cedettero il passo alle giunte.

## Struttura
| Legge            | Anno | Vertice    | Mandato | Deputati (sopra i 600 000 abitanti) | Deputati (tra i 600 000 e i 300 000 abitanti) | Deputati (sotto i 300 000 abitanti) |
| ---------------- | ---- | ---------- | ------- | ----------------------------------- | --------------------------------------------- | ----------------------------------- |
| Decreto Rattazzi | 1860 | Prefetto   | 1 anno  | 8                                   | 6                                             | 4                                   |
| Legge Lanza      | 1865 | Prefetto   | 2 anni  | 10                                  | 8                                             | 6                                   |
| Testo Unico      | 1889 | Presidente | 2 anni  | 10                                  | 8                                             | 6                                   |
| Testo Unico      | 1895 | Presidente | 3 anni  | 10                                  | 8                                             | 6                                   |
| Testo Unico      | 1904 | Presidente | 4 anni  | 10                                  | 8                                             | 6                                   |